# Johan Nyström
Johan Ferdinand Nyström (Upplands-Bro, 16 aprile 1874 – Tierp, 30 settembre 1968) è stato un maratoneta svedese.
Partecipò ai Giochi della II Olimpiade che si svolsero a Parigi nel 1900. Prese parte alla maratona parigina. Fu uno dei sei maratoneti che non riuscì a completare la corsa.